# ويليام واتسون (لاعب شطرنج)
ويليام واتسون (بالإنجليزية: William Watson)‏ هو لاعب شطرنج بريطاني، ولد في 18 أبريل 1962 في بغداد في العراق.

## وصلات خارجية
- ويليام واتسون على موقع الاتحاد الدولي للشطرنج (الإنجليزية)
- ويليام واتسون على موقع مباريات الشطرنج (الإنجليزية)
- ويليام واتسون على موقع 365Chess.com (الإنجليزية)
- ويليام واتسون على موقع Chesstempo.com (الإنجليزية)
- ويليام واتسون سجل أولمبياد الشطرنج على موقع OlimpBase.org (الإنجليزية)